# Molophilus (Molophilus) okadai
Molophilus (Molophilus) okadai is een tweevleugelige uit de familie steltmuggen (Limoniidae). De soort komt voor in het Palearctisch gebied.